# مکسیمیلیان آرنولد
مکسیمیلیان آرنولد (انگلیسی: Maximilian Arnold؛ زادهٔ ۲۷ مهٔ ۱۹۹۴) یک بازیکن فوتبال اهل آلمان است.
وی همچنین در تیم ملی فوتبال آلمان بازی کرده است.